# یوسف بی‌لی
یوسف بی‌لی (ترکی آذربایجانی: Yusifbəyli) یک منطقهٔ مسکونی در جمهوری آرتساخ است که در استان کاشاتاق واقع شده‌است.